# 金都 (電影)
《金都》（英語：My Prince Edward）是一齣2019年香港愛情電影，由黃綺琳執導，香港「首部劇情電影計劃」第四屆大專組的得獎作品，香港電影發展局電影發展基金與創意香港資助，鄧麗欣、朱栢康主演，2020年上映。靈感正是導演家附近的婚慶商場「金都商場」。。香港的票房收入527萬元，位列香港年度華語片第八位。

## 劇情
剛從洗衣店拿回婚紗的張莉芳 ( 鄧麗欣飾 ) ，在路上看到寵物店內某隻群養於籠中的小龜翻倒了。好心提醒店主的結果，是對方迫她買了籠中的另一隻龜。及後她便拿所有東西回到金都商場。這裡是她替中學同學母親打工的婚妙店所在地，也是其男朋友殷俊榮（Edward，朱柏康飾 ）開設婚紗攝影店的地方，更是他們一同租住樓上住宅同居的大廈。一天日常的工作接近完結時，Edward替曾離婚顧客處理證書映像，與及當年中學同學到婚紗店光顧等，勾起了莉芳十年前的一件往事。傍晚，當她收起被Edward指出不合適的衣服時，Edward的母親 ( 鮑起靜飾 ) 擅自帶著業主上來議論裝修與購入的事宜。那天晚上，她有所隱暪地向Edward表達各種煩惱，結果都被對方的冷笑話打發掉，不過內心心情還是有所舒緩。
翌日，莉芳去了多個政府登記處。原來十年前，還是中學生的莉芳厭惡黑道雙親，需要資金搬出去跟同學共住，於是跟婚紗店太子女阿怡 ( 林二汶飾 ) 一同以假結婚賺快錢。豈料自己的假婚姻到今天都沒有如當年仲介所說，於數年後自動解除了。原本要向阿怡訴苦的她，卻被帶到裝飾華麗的商場大門前。平日生活瑣事上顯得孩子氣的Edward，似乎在其媽媽壓力下正式求婚了。有點不知所措的莉芳，被Edward戴上了戒指，得到了整個商場同業祝福。懼怕會在簽字時露餡的她，及後借故向Edward母親表示不想鋪張舉辦盛宴。
莉芳開始致力尋找假結婚對象楊樹偉 ( 金楷傑飾 ) ，亦嘗試辦理單方面離婚。其他工作日常暫且繼續。就在某天拿婚紗回店時，樹偉終於現身。原來對方也在仲介失去聯絡後一直追尋莉芳，希望以這婚姻正式辦理單程證來香港定居，再準備在港住滿七年後移民美國，達成追逐自由的心願。雖說申請單程證的程序最快兩星期內會完成，但莉芳覺得牽扯進這些例行公事會非常複雜，寧願繼續之前未找到樹偉時已經進行，為期兩年的單方面離婚。只是世事不盡人意，Edward被媽媽哄說下，最終還是要替二人結婚舉行盛宴，更定了日期在下一年。莉芳苦無選擇，惟有接受樹偉的提議，還迫收了一卷人民幣作額外報酬。雙方在香港扮演各種婚後生活片段，拍下照片作申請評分之際，樹偉留意到Edward有點過份監控莉芳的生活，而莉芳對自己亦太拘束。
另一方面，莉芳陪同Edward和他母親在金都商場準備各種結婚和宴會事項。正當大家全心投入時，Edward慣常地翻看莉芳手袋，赫然發現她為單程證申請而準備的一封家書。向來樂天的Edward臉色一沉，質問莉芳，甚至將她拉回關上門的店中私下處理。莉芳無奈坦白假結婚的過去，並就替人申請單程證一事面對質疑而充滿悔恨，最終她說服Edward是為了結婚才做那麼多事。直到送走母親和回到家中，Edward仍充滿怨氣，就莉芳對感情和婚姻的態度有所懷疑。在雙方少有深情交流後，Edward最終向莉芳報以一吻。莉芳再次確認雙方多年來的感情，並發生關係。翌日早上，Edward發現莉芳整裝待發去協助樹偉，及至二人準備乘車前往樹偉家鄉福州面試，他都禁不住醋意，設法阻止二人獨處。
結果前往福州的旅程仍只有樹偉和莉芳二人。莉芳選擇不接收Edward連環轟炸的訊息，發掘了另一種生活模式，樹偉則指出他雖不認同Edward的過份監控，但認為對方前來阻截是出於對莉芳的真愛，值得珍惜。二人完成面試後回到樹偉家，莉芳才知道對方有女朋友，並在深夜睡不著時聽見女方懷孕了，使樹偉要在逗留內地結婚和隻身移民之間作出重要抉擇。隨後莉芳回港，與Edward回復了短暫的平凡生活，但對Edward而言她對自己的態度徹底變了。直到一天，莉芳收到樹偉的訊息，指自己可能會放棄比想像中更花時間的申請。她和Edward於是又展開了結婚的討論，及後演變成影響到鄰居的爭執，更使莉芳首次向Edward爆發了對結婚時機、Edward母親、沒有新居和男方陋習等不滿。過了一會，莉芳在香港再遇樹偉，發現他已決定留在內地，為孩子準備奶粉等物資。莉芳疑惑樹偉為何坦蕩地放棄多年追逐的自由，樹偉卻表示他作出決定亦是自由的體現，而結婚亦從來不代表捨棄所有自由，使莉芳有所頓悟。
最終在Edward監察下，莉芳與樹偉的離婚手續安然辦妥。眾人的關係再次穩定下來，莉芳也正式辭去婚紗店的工作，準備全心投入新婚後的家庭生活。期間她再遇前來還婚紗的中學同學，提及彼此當年的特殊關係。安心回家的她，突然被前來佈置家居的Edward母親告知，已把不合風水的小龜放生了。莉芳按捺不住Edward母親咄咄逼人和Edward有意息事寧人，冒雨去找小龜。她被趕過來的Edward安撫，呻道若結婚後連養龜的自由都沒有，又是否真的能促成幸福。Edward這次稍微明白對方苦惱，安慰說結婚未必幸福，但沒有結婚就肯定不會幸福。
翌日早上，Edward跑到寵物店，就著莉芳提過的細節，向店員要一隻翻倒了的小龜。但莉芳在他出門時早已下定決心，迅速穿上被指不合適的衣服，登上了往福州的車，並猶如上一次般選擇不接收Edward的訊息。回家看見空無一人的Edward，對莉芳只有一句提醒其改善陋習的留言，感到徬徨迷惘，追出金都商場門外，不知如何是好。而莉芳則前往探望新婚的樹偉，並把原本作申請單程證的報酬當成禮金。樹偉最後亦祝福莉芳新婚快樂，而莉芳則以Edward說過的一句冷笑話作回應。在福州多逗留一會時，她沒理會Edward又一次連環轟炸的訊息，只是訂了一張她與樹偉在家具店扮演共同生活時，早已看中的長桌。
不管其與Edward最終如何，莉芳都找到了自由。

## 演員
- 鄧麗欣 飾演 張莉芳
- 朱栢康 飾演 殷俊榮
- 金楷杰 飾演 楊樹偉
- 鮑起靜 飾演 殷母
- 林二汶 飾演 阿怡
- 袁綺雯 飾演 Mandy
- 岑珈其 飾演 強仔
- 許素瑩 飾演 怡母
- 陳俞希 飾演 榮顧客
- 麥子樂 飾演 榮顧客
- 李駿碩 飾演 鄰居
- 陳健朗 飾演 地產經紀
- 盧鎮業 飾演 新郎
- 易健兒 飾演 新娘

## 發行
新型冠狀病毒疫情下，戲院一度關閉逾一個月，不少電影上映亦要延後。《金都》上映日期因戲院關閉，由原本5月公映而延至6月初。

### 票房
| 上一届： 《數碼暴龍 LAST EVOLUTION 絆》 | 2020年香港一週票房冠軍 第24週 | 下一届： 《1/2的魔法》 |

## 奬項及提名
| 年度   | 颁奖典礼                     | 奖项               | 提名人或得獎人                                  | 结果 |
| ------ | ---------------------------- | ------------------ | ----------------------------------------------- | ---- |
| 2019年 | 第56屆金馬獎                 | 最佳男主角         | 朱栢康                                          | 提名 |
| 2019年 | 第56屆金馬獎                 | 最佳原創電影歌曲   | 《金都》 作曲：林二汶 填詞：黃綺琳 主唱：鄧麗欣 | 提名 |
| 2019年 | 第56屆金馬獎                 | 最佳新導演         | 黃綺琳                                          | 提名 |
| 2020年 | 第26屆香港電影評論學會大獎   | 最佳導演           | 黃綺琳                                          | 提名 |
| 2020年 | 第26屆香港電影評論學會大獎   | 最佳編劇           | 黃綺琳                                          | 獲獎 |
| 2020年 | 第26屆香港電影評論學會大獎   | 最佳電影           | 《金都》                                        | 提名 |
| 2020年 | 第26屆香港電影評論學會大獎   | 推薦電影           | 《金都》                                        | 獲獎 |
| 2020年 | 第26屆香港電影評論學會大獎   | 最佳男演員         | 朱栢康                                          | 提名 |
| 2020年 | 第26屆香港電影評論學會大獎   | 最佳女演員         | 鄧麗欣                                          | 提名 |
| 2020年 | 第5届迷影精神赏              | 年度推荐影片       | 《金都》                                        | 獲獎 |
| 2020年 | 第12屆香港電影導演會年度大獎 | 新晉導演獎         | 黃綺琳                                          | 獲獎 |
| 2020年 | 第3屆最港電影大獎            | 最港電影           | 《金都》                                        | 提名 |
| 2020年 | 第3屆最港電影大獎            | 我最喜愛港片       | 《金都》                                        | 提名 |
| 2020年 | 第3屆最港電影大獎            | 最港男演員         | 朱栢康                                          | 提名 |
| 2020年 | 第3屆最港電影大獎            | 最港女演員         | 鄧麗欣                                          | 提名 |
| 2020年 | 第3屆最港電影大獎            | 最港導演           | 黃綺琳                                          | 獲獎 |
| 2020年 | 第39屆香港電影金像獎         | 最佳編劇           | 黃綺琳                                          | 提名 |
| 2020年 | 第39屆香港電影金像獎         | 新晉導演           | 黃綺琳                                          | 獲獎 |
| 2020年 | 第39屆香港電影金像獎         | 最佳女主角         | 鄧麗欣                                          | 提名 |
| 2020年 | 第39屆香港電影金像獎         | 最佳女配角         | 鮑起靜                                          | 提名 |
| 2020年 | 第39屆香港電影金像獎         | 最佳剪接           | 張叔平、鍾家駿                                  | 提名 |
| 2020年 | 第39屆香港電影金像獎         | 最佳原創電影音樂   | 林二汶                                          | 獲獎 |
| 2020年 | 第39屆香港電影金像獎         | 最佳原創電影歌曲   | 《金都》 作曲：林二汶 填詞：黃綺琳 主唱：鄧麗欣 | 提名 |
| 2020年 | 第39屆香港電影金像獎         | 最佳男主角         | 朱栢康                                          | 提名 |
| 2020年 | 香港電影編劇家協會大奬2020   | 年度最佳電影角色獎 | 朱栢康                                          | 提名 |
| 2020年 | 香港電影編劇家協會大奬2020   | 年度推薦劇本獎     | 黃綺琳                                          | 提名 |
| 2020年 | 香港電影我撐場民選大獎2020   | 最撐女主角         | 鄧麗欣                                          | 提名 |
| 2020年 | 香港電影我撐場民選大獎2020   | 最撐男主角         | 朱栢康                                          | 提名 |
| 2020年 | 香港電影我撐場民選大獎2020   | 最撐女配角         | 鮑起靜                                          | 獲獎 |
| 2020年 | 第14屆亞洲電影大獎           | 最佳新導演         | 黃綺琳                                          | 提名 |
| 2020年 | 第八届十大华语电影评选       | 十大华语电影       | 《金都》                                        | 獲獎 |

## 播放時間
| 香港 無綫電視J2台 星期日21:00-23:00節目 | 香港 無綫電視J2台 星期日21:00-23:00節目 | 香港 無綫電視J2台 星期日21:00-23:00節目 |
| --------------------------------------- | --------------------------------------- | --------------------------------------- |
|                                         | 星期日開片：金都 （2022年7月3日）       |                                         |
| 幫緊你醫緊你 （2022年7月3日）           | 日本沉沒-希望的人 （2022年7月3日）      |                                         |

## 外部連接
- 香港影庫上《金都》的資料（繁體中文）
- 豆瓣电影上《金都》的資料 （简体中文）
- 互联网电影数据库（IMDb）上《金都》的资料（英文）